# Aeroporto di Firenze-Peretola

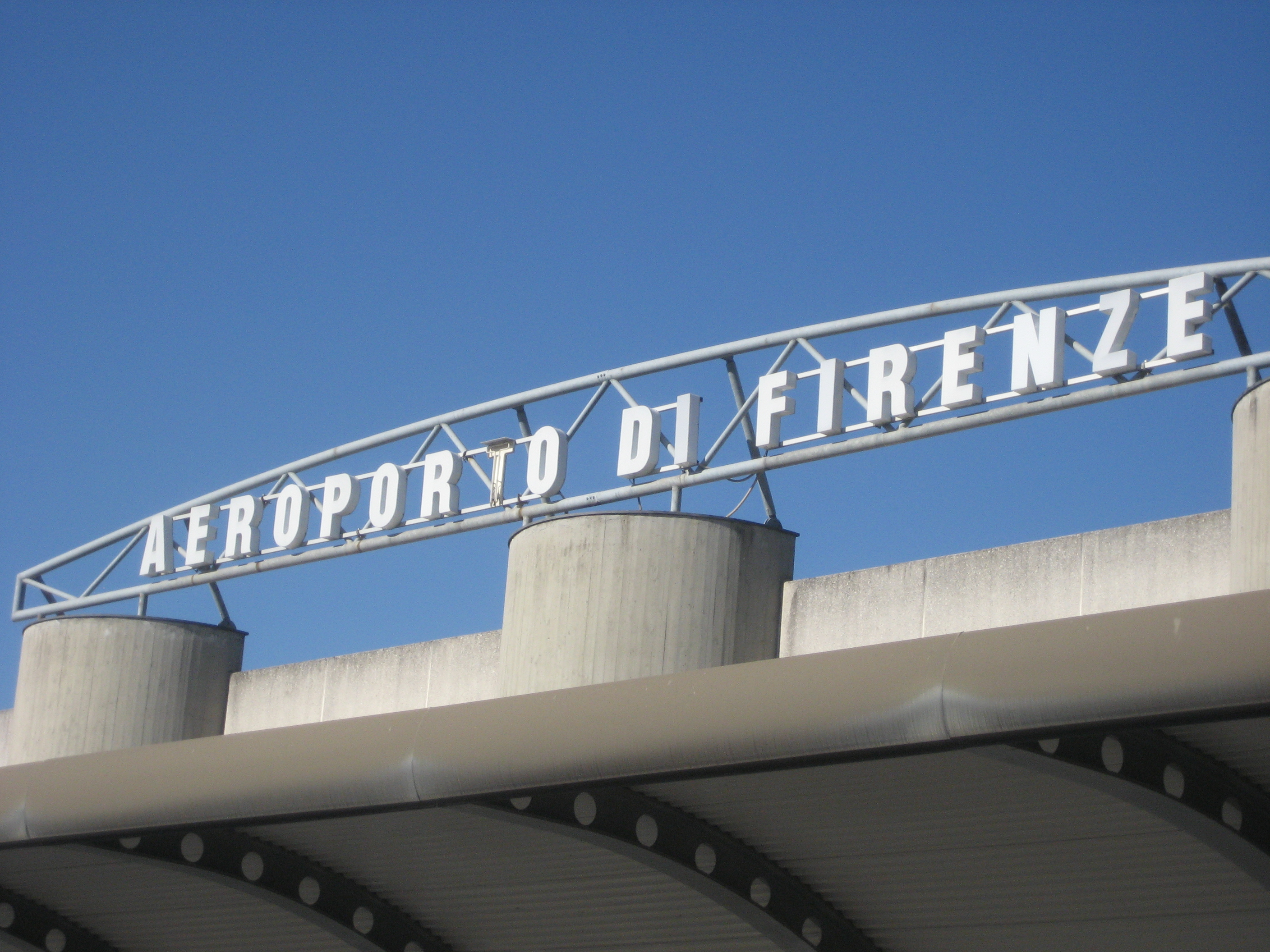
Ingang van de luchthaven

Luchthaven Florence-Peretola (Italiaans: Aeroporto di Firenze-Peretola) (IATA: FLR, ICAO: LIRQ) is een luchthaven nabij de Italiaanse stad Florence, liggend in de gemeente Sesto Fiorentino. Het is een van de twee grootste vliegvelden in Toscane samen met Luchthaven Pisa Galileo Galilei.
Het is een klein vliegveld, met een enkele baan in de richting 05-23. De taxibaan begint bij uiteinde 05 van de baan, met een uitloop aan uiteinde 23. Zoals gebruikelijk bij kleinere vliegvelden keert een vliegtuig na landing, en rijdt een stuk terug over de landingsbaan naar de taxibaan.
In 1990 werd het vliegveld vernoemd naar de Florentijn Amerigo Vespucci, de Italiaanse ontdekkingsreiziger en cartograaf. Tegenwoordig draagt de luchthaven zijn historische naam uit de jaren dertig, Peretola.

## Geschiedenis
Het eerste vliegveld van Florence (1910) lag in het gebied Campo di Marte, dat toen gebruikt werd voor "Experimenten in Luchtvaart-navigatie". Campo di Marte werd zo het eerste vliegveld aldaar tot in de jaren twintig. Door de omliggende woningbouw werd het veld te klein en in 1928 werd op de "Cipresso del Nistro", voor de vlakte tussen Castello (Florence) en Sesto Fiorentino gekozen. Dit vliegveld, Peretola geheten, werd begin jaren dertig in gebruik genomen.
Peretola was een open veld waar vliegtuigen in alle richtingen mochten landen en opstijgen. Uiteindelijk besloot het Ministerie van Luchtvaart het veld te verbeteren en uit te breiden richting Castello. In 1938-39 werd een asfalt startbaan van 1000 m bij 60 m aangelegd, in de richting Noord/Oost. Eind jaren 40 landde de eerste passagiersvlucht, een DC-3 van Aerea Teseo. Deze maatschappij ging in 1948 failliet. Later bood Alitalia vluchten aan, ook per DC-3, op de route Rome-Florence-Venetië en Rome-Florence-Milaan. Alitalia vloog vanaf Florence naar binnenlandse bestemmingen met de Fokker F27. Begin 1980 werd het vliegveld opnieuw verbeterd. In 1984 werd Saf opgericht, de maatschappij die het vliegveld beheert - nu Aeroporto di Firenze (AdF). In hetzelfde jaar werd een herstructurering ingezet: verlenging van de baan van 1000 m tot 1400 m, aanbrengen baanverlichting, installatie van het VOR-DME-plaatsbepalingssysteem, en herbouw van de terminal. Vanaf september 1986 werd er weer regelmatig gevlogen. In 1990 werd het vliegveld, na een discussie met Florentijnse politici en intellectuelen, hernoemd tot Amerigo Vespucci, de Florentijnse ontdekkingsreiziger. In 1992 werd het huidige aankomstgebouw in gebruik genomen, in 1994 het huidige vertrekgebouw. Ook de huidige parkeervoorzieningen en toerit werden in 1994 toegevoegd. Uiteindelijk werd de baan in 1996 verlengd met 250 m, en werd de vertrekhal vergroot tot 1200 m² (waarvan 770 m² publiek), met 15 incheckbalies. In 1999 werden weer bouwwerken aangevangen.
Vanaf 9 april 1998 heeft Aeroporto di Firenze de concessie voor het beheer van de luchthaven. In juli 2000 kreeg AdF een beursnotering, en in 2001 was Amerigo Vespucci een van de eerste vliegvelden met een UNI EN ISO 9001/2000 certificaat. Het vliegveld heeft verbindingen met de stad per bus (tweemaal per uur), uitgevoerd door de lokale busmaatschappij ATAF.